# Belvoir, North Carolina
Belvoir, North Carolina (енгл. Belvoir) насељено је место без административног статуса у америчкој савезној држави Северна Каролина.

## Демографија
По попису из 2010. године број становника је 307.
| Група             | 2000.    | 2010.       |
| Белци             | 0 (0,0%) | 184 (59,9%) |
| Афроамериканци    | 0 (0,0%) | 109 (35,5%) |
| Азијати           | 0 (0,0%) | 0 (0,0%)    |
| Хиспаноамериканци | 0 (0,0%) | 12 (3,9%)   |
| Укупно            | 0        | 307         |